# Ritinis
Ritinis (també conegut com a "rinitys" o "ripka") és un esport nacional lituà similar a l'hoquei sobre herba. Es juga en dos equips de set jugadors, inclosos els porters, els que utilitzen estic per empènyer el disc (ritinis) cap a l'àrea oponent per un punt, o a l'arc oponent per tres punts. L'equip guanyador és el que obté més punts.

## Història
Es diu que l'antiguitat d'aquest joc és tan gran que Vitautas (Gran Duc de Lituània) ja ho jugava, estant un dels jocs més populars de l'antiguitat lituana.